# Łucjan Malicki
Łucjan Mieczysław Malicki (ur. 1873, zm. 1940 w Kijowie) – polski prawnik, sędzia, ofiara zbrodni katyńskiej.

## Życiorys
Urodził się w 1873 jako syn Michała. Ukończył studia prawnicze. W okresie II Rzeczypospolitej był sędzią Sądu Okręgowego we Lwowie. Z dniem 23 grudnia 1929 został mianowany sędzią Sądu Apelacyjnego we Lwowie. Później został wiceprezesem Sądu Okręgowego we Lwowie i przewodniczącym Wydziału VI SO. Wybrany prezesem oddziału lwowskiego Zrzeszenia Sędziów i Prokuratorów Rzeczypospolitej Polskiej. 11 listopada 1937 został odznaczony Krzyżem Oficerskim Orderu Odrodzenia Polski. Do 1939 był redaktorem pisma „Głos Sędziowski”.
Po wybuchu II wojny światowej, kampanii wrześniowej, agresji ZSRR na Polskę z 17 września 1939 i kapitulacji Lwowa został aresztowany przez funkcjonariuszy NKWD. Na wiosnę 1940 został zamordowany przez NKWD. Jego nazwisko znalazło się na tzw. Ukraińskiej Liście Katyńskiej opublikowanej w 1994 (został wymieniony na liście wywózkowej 55/2-6 oznaczony numerem 1830). Ofiary tej części zbrodni katyńskiej zostały pochowane na otwartym w 2012 Polskim Cmentarzu Wojennym w Kijowie-Bykowni.
Był mężem Emilii z Ulanowskich (1878–1946).